# Tyretskita
La tyretskita és un mineral de la classe dels borats que pertany al grup de la hilgardita.

## Característiques
La tyretskita és un borat de fórmula química Ca₂B₅O9(OH)·H₂O. La seva duresa a l'escala de Mohs és 5.
Segons la classificació de Nickel-Strunz, la tyretskita pertany a «06.ED - Tectopentaborats» juntament amb els següents minerals: hilgardita i kurgantaïta.

## Formació i jaciments
La tyretskita va ser descoberta a l'estació de tren Tyret, conca de sal Lena-Angara, óblast d'Irkutsk (Districte Federal de Sibèria, Rússia), indret del qual n'agafa el nom. També ha estat trobada al dipòsit de bor i dom de sal Inder, a Atirau (Província d'Atirau, Kazakhstan).